# 松本竜也 (左投手)
松本 竜也（まつもと りゅうや、1993年4月29日 - ）は、香川県木田郡三木町出身の元プロ野球選手（投手）。左投左打。

## 経歴

### プロ入り前
寒川高校出身で三菱重工三原に在籍していた元社会人野球選手の実父の指導で、2歳の時に利き腕を左利きに矯正した。
小学校3年生より「平井軟式スポーツ少年団」で野球を始め、三木町立三木中学校では2年生時の香川県大会において、7回15奪三振で完全試合を達成したほか、四国中学校秋季大会にも出場し準優勝すると、父親の寒川高校時代の恩師である香川智彦が指導していた英明高校に進学し、1年夏からベンチ入り。
全国高等学校野球選手権香川大会初戦の尽誠学園高校戦において救援で高校野球公式戦初登板。2年夏の香川県大会では投球練習で145キロをマーク。上級生のエースとともに2枚看板と期待され、初戦（2回戦）の高松西高校戦では救援、3回戦の藤井高校戦では先発で登板したが、いずれも制球難のため一死も取れずに降板。チームは大会で初優勝し第92回全国高等学校野球選手権大会に出場。松本もベンチ登録されたが登板機会はなかった。新チームからエースとなったが、秋の香川県大会では準々決勝の寒川高校戦で敗退した。
3年春の香川県大会では初戦で坂出高校に敗れたが、冬場の下半身強化で制球が安定し延長10回を1四球2失点。夏の香川県大会では全6試合に先発登板し、47イニングで被安打28、61奪三振、15与四死球、自責点6。大会序盤の2試合4イニングで救援を仰いだ以外は一人で投げ切り、チームの2年連続香川県大会優勝と第93回全国高等学校野球選手権大会出場に貢献した。選手権では2回戦敗退であったが、18回を投げ3失点（自責点1）、20奪三振をマークした。また、「英明のランディ・ジョンソン」との異名をとるようになった。
大会終了後に第9回AAAアジア野球選手権大会日本代表のメンバーに選出され、1戦目の香港戦と準決勝のフィリピン戦に登板した。
2011年10月27日に行われたプロ野球ドラフト会議で藤岡貴裕を抽選で外した横浜ベイスターズと菅野智之を抽選で外した読売ジャイアンツ（巨人）が1位再指名で競合し、抽選の結果巨人が交渉権を獲得した。11月13日に契約金7000万円、年俸720万円（金額はいずれも推定）で仮契約を行い、11月23日に入団発表が行われ背番号が41番に決まった。なお、このときの松本のプロフィールは身長193cmで、日本プロ野球界で日本人歴代最高身長左腕投手であった。

### プロ入り後
2012年から2015年までの巨人在籍期間中に公式戦（一軍）の出場はなかった。
2013年3月に胸から鎖骨にかけての違和感を訴え、検査の結果右側第1肋骨の疲労骨折が判明した。いったんは打撃投手役をこなすまでに回復したが、骨折箇所で新生した骨組織が神経を圧迫することで痛みが再発し、7月10日に肋骨を切除する手術を受けた。速球が常時130km/hと高校時代より遅くなったこともあり、オフの課題に体重増と体作りを掲げた。2014年も、二軍（イースタン・リーグ）で開幕戦での先発登板など、主に先発で16試合に登板、3勝10敗の成績に終わる。
2015年10月21日、同僚の福田聡志が野球賭博に関与していた問題について調査していた日本野球機構の調査委員会の中間報告で、福田、笠原将生と共に松本も2014年の試合で野球賭博に関与していたと発表された。同年11月10日、日本野球機構より福田、笠原とともに失格選手として公示された。それに伴い、以降は処分が解除されない限り、プロ野球界においての活動が一切できない。

### 巨人退団後
地元の香川県に戻り、清掃業に就いていた。その一方で野球の練習も続けていた。

## 選手としての特徴・人物
スリークォーターから最速146km/hのストレートを投げ、変化球はフォーク・カーブ・横のスライダーが武器。スライダーとフォークをコーナーいっぱいに投げ込む制球力をもつ。

## 詳細情報

### 年度別投手成績
- 一軍公式戦出場なし

### 背番号
- 41 （2012年 - 2015年）

### 登場曲
- 「Rising Sun」EXILE （2012年 - 2013年）
- 「THE SHOW MUST GO ON」AK-69 （2014年 - 2015年）